# 石桥铺镇 (大竹县)
石桥铺镇，是中华人民共和国四川省达州市大竹县下辖的一个乡镇级行政单位。2019年12月，撤销新生乡，将其所属行政区域划归石桥铺镇管辖。

## 行政区划
石桥铺镇下辖以下地区：
街道社区、新村社区、汤家营村、天桥村、长青村、绿水村、周河村、四河村、复林安村、锁石村、指挥村、华林村和青松村。